# Philodendron alticola
Philodendron alticola är en kallaväxtart som beskrevs av Thomas Bernard Croat och Michael Howard Grayum. Philodendron alticola ingår i släktet Philodendron och familjen kallaväxter. Inga underarter finns listade.